# أيوب في الإسلام
أيُّوب هو نبي من الأنبياء المذكورون في القرآن الكريم. تشبه قصة أيوب في الإسلام قصة أيوب في الكتاب المقدس العبري، رغم المنزلة العالية التي حَظِي بها أيوب بصبره لله، لم تأت النصوص القرآنية بذكر أي أحاديث لأيوب مع أصحابه. لكن التاريخ الإسلامي يذكر أن أيوب كان لديه إخوة، تجادلوا معه حول سبب ابتلائه.
قال بعض المفسرين المسلمون إن أيوب يعود إلى أسلاف رومانية. بيّن التاريخ الإسلامي أيضا زمان أيوب ومكانه في التسلسل النبوي، وقيل إنه جاء بعد يوسف وأنه أُرسل لدعوة قومه من بين أقوام أخرى. تروي المعتقدات أن أيوب سيصبح قائدًا «لأولئك الذين تحملوا الابتلاءات بصبر».

## ذكره في القرآن
ذُكر أيوب للمرة الأولى في القرآن الكريم في الآية: ﴿إِنَّا أَوْحَيْنَا إِلَيْكَ كَمَا أَوْحَيْنَا إِلَى نُوحٍ وَالنَّبِيِّينَ مِنْ بَعْدِهِ وَأَوْحَيْنَا إِلَى إِبْرَاهِيمَ وَإِسْمَاعِيلَ وَإِسْحَاقَ وَيَعْقُوبَ وَالْأَسْبَاطِ وَعِيسَى وَأَيُّوبَ وَيُونُسَ وَهَارُونَ وَسُلَيْمَانَ وَآتَيْنَا دَاوُدَ زَبُورًا ۝١٦٣﴾ [النساء:163].
قال تعالى: ﴿وَاذْكُرْ عَبْدَنَا أَيُّوبَ إِذْ نَادَى رَبَّهُ أَنِّي مَسَّنِيَ الشَّيْطَانُ بِنُصْبٍ وَعَذَابٍ ۝٤١﴾ [ص:41]، وصف القرآن أيوب بأنه عبد صالح لله، رغم ابتلاء أيوب بالمعانات فترة طويلة من الزمن، لم يفقد إيمانه بالله، وظل يدعو الله في صلاته ليرفع عنه البلاء: ﴿وَأَيُّوبَ إِذْ نَادَى رَبَّهُ أَنِّي مَسَّنِيَ الضُّرُّ وَأَنْتَ أَرْحَمُ الرَّاحِمِينَ ۝٨٣﴾ [الأنبياء:83]،
تروي القصة أنه بعد سنوات عديدة من المعاناة أمر الله أيوب أن يضرب بقدمه الأرض، فجعل الله ينبوع ماء باردًا يتفجر من الأرض ليغتسل منه أيوب، وبه شفاه الله، فأزال عنه ألمه ومعاناته، وأعاد إليه عائلته، وأنعم عليه بالثروة والولد من جديد. وإضافةً إلى المواضع حيث ذُكرت قصة أيوب بإيجاز، ذُكر أيوب في موضعين آخرين، إذ ذُكر من ضمن من وهبهم الله الهدى والحكمة والوحي كما جاء في سورة النساء الآية 163، وذُكِرَ مرة أخرى ضمن من حصلوا على القوة والكتاب والنبوة كما جاء في سورة الأنعام وتحديدا في الآية 84.
بعد أن يئس الشيطان من محاولته إبعاد أيوب عن الله، ونجاحه في ابتلائه بالصبر، أزال الله عنه البلاء بأن أعاد له عائلته وضاعف عددهم. وأعاد ثروته وأمطر عليه الذهب. وما إن رأت زوجة أيوب أن زوجها استعاد نشاطه وصحته، صلت شكرًا لله، لكنها شعرت بالخوف لأنه سابقًا أقسم على ضربها. وشعر أيوب بالندم بسبب قسمه، فأوحى الله إلى أيوب أن يضرب زوجته برفق بحزمة من الأعواد الناعمة كي يبر بقسمه.

## من كتب تفسير القرآن والثقافة الإسلامية
يروي ابن كثير القصة كما يلي: كان أيوب شخصًا غنيًا لديه الكثير من الأراضي والحيوانات والأولاد، لكنه بعد فترة خسر كل شيء وأصيب بمرض جلدي، وكان مصابًا بقروح وكان هذا اختبارًا من الله.صمد أيوب وصبر حتى شفاه الله من الأمراض في النهاية.
كان نسب أيوب مجال دراسي مهم لكثير من العلماء الإسلاميين. كان الاعتقاد السائد بين المعلقين أن أيوب جاء من نسب عيسو ابن إسحاق. ورغم ذكر المعلقين أنسابًا مختلفة لأيوب، فقد اتفقوا على تتبع نسبه حتى إبراهيم من خلال عيسو ابن إسحق. تتبع الباحثون نسب أيوب إلى إبراهيم من خلال الآية القرآنية الآتية:
﴿وَتِلْكَ حُجَّتُنَا آتَيْنَاهَا إِبْرَاهِيمَ عَلَى قَوْمِهِ نَرْفَعُ دَرَجَاتٍ مَنْ نَشَاءُ إِنَّ رَبَّكَ حَكِيمٌ عَلِيمٌ ۝٨٣ وَوَهَبْنَا لَهُ إِسْحَاقَ وَيَعْقُوبَ كُلًّا هَدَيْنَا وَنُوحًا هَدَيْنَا مِنْ قَبْلُ وَمِنْ ذُرِّيَّتِهِ دَاوُدَ وَسُلَيْمَانَ وَأَيُّوبَ وَيُوسُفَ وَمُوسَى وَهَارُونَ وَكَذَلِكَ نَجْزِي الْمُحْسِنِينَ ۝٨٤﴾ [الأنعام:83–84].
أكد التاريخ الإسلامي قصة أيوب، ووصفه بأنه من سلالة نوح، في رواية تشبه الكتاب العبري. ذكر ابن كثير أن الشيطان سمع ملائكة الله يتكلمون عن كون أيوب الرجل الأكثر إيمانًا في زمانه، نبي الله المختار ملتزم بالصلاة اليومية، ويدعو الله في كثير من الأحيان لشكره على إنعامه عليه بثروة وفيرة وعائلة كبيرة. لكن الشيطان يخطط لإبعاد أيوب عن خشية الله ويريده أن يقع في الكفر والفساد.